# 고양 상운사 목조아미타삼존불
고양 상운사 목조아미타삼존불(高陽 祥雲寺 木造阿彌陀三尊佛)은 대한민국 경기도 고양시 상운사에 있는 불상이다. 2003년 9월 4일 경기도의 유형문화재 제190호로 지정되었다.

## 참고 문헌
- 고양상운사목조아미타삼존불 - 국가유산청 국가유산포털